# 李燦烈

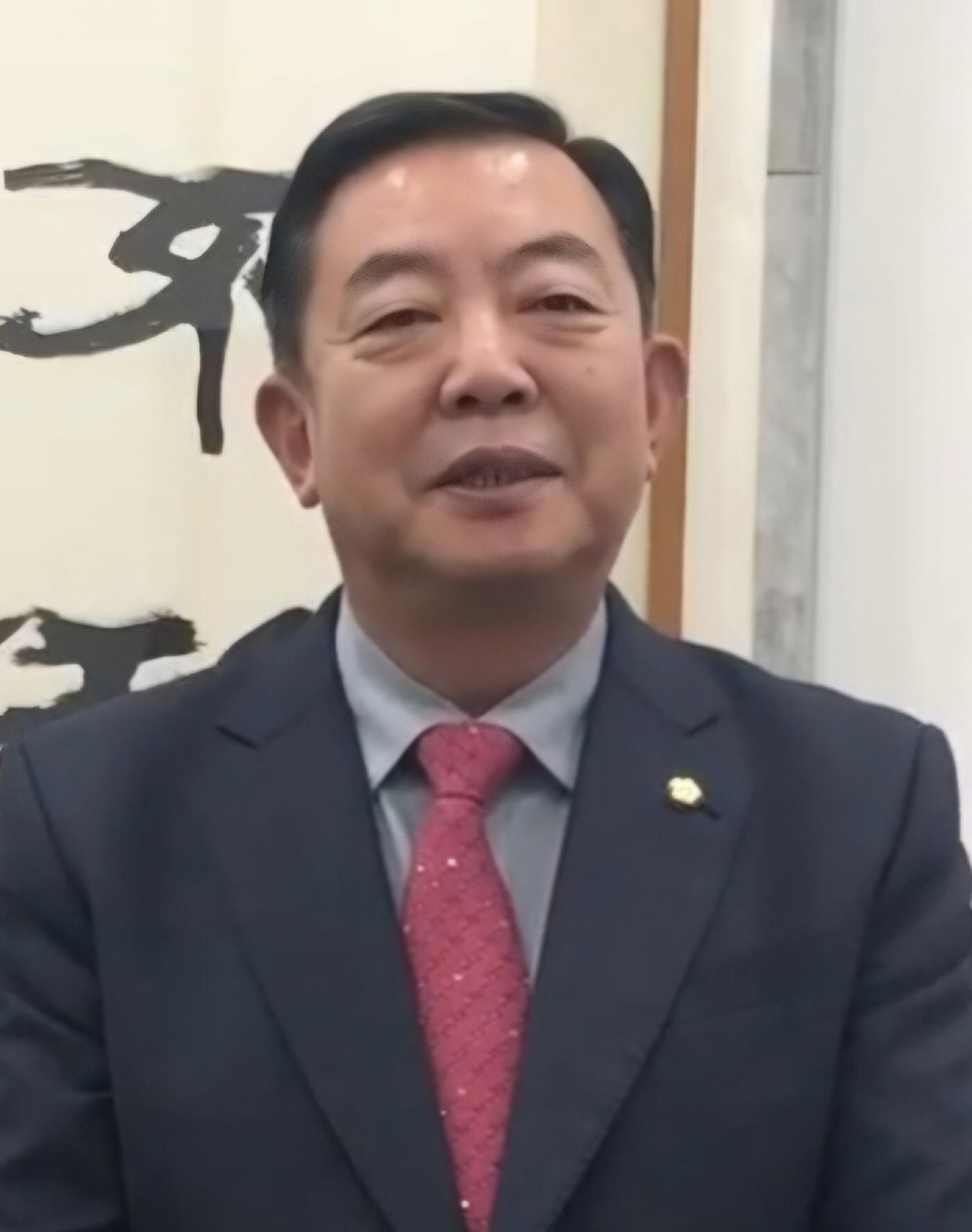
李燦烈

李 燦烈（イ・チャニョル、朝鮮語: 이찬열、1959年7月15日 - ）は、大韓民国京畿道華城郡出身の政治家。新政治民主連合、共に民主党などを経て正しい未来党所属の第18・19・20代韓国国会議員。元京畿道議会議員。本貫は全州李氏。

## 経歴
仁荷大学校、延世大学校大学院卒業。
2009年に水原市甲選挙区から立候補し、国会議員となる。
2017年10月16日、国会産業通商資源中小ベンチャー企業委員会に所属する立場で、韓国内で急成長するダイソーが零細商人の生存権が脅かしているとする資料を作成した。
2018年10月22日、「独島の日を前に日本を糾弾し、正しい歴史認識を鼓舞するため独島を訪れる」と主張して、韓国国会の教育委員会に所属する議員らを率いて竹島に上陸した。